# Benediktbeuern
Benediktbeuern is een gemeente in de Duitse deelstaat Beieren, en maakt deel uit van het Landkreis Bad Tölz-Wolfratshausen.
Benediktbeuern telt 3.658 inwoners.
Benediktbeuern is bekend om het benedictijnenklooster waar tot 1803 monniken woonden. De middeleeuwse handschriften van dit klooster worden bewaard in de Bayerische Staatsbibliothek te München. Het beroemdste handschrift uit dit klooster bevat de Carmina Burana.

## Geboren
- Barbara Ertl (1982), biatlete